# Jón lærði Guðmundsson
Jón lærði Guðmundsson (1574-1658) fue un poeta islandés autodidacta, y presunto hechicero. Su poesía da idea del folclore islandés contemporáneo, combinando en sus escritos las creencias populares cristiano-paganas con ideas ilustradas.
Guðmundsson, que vivía en Strandir, fue considerado un gran mago en la Islandia del siglo XVII. Se dice que dio la vuelta a los barcos de esclavos turcos antes de que alcanzaran las costas de Islandia más de una vez, una hazaña que le dio gran fama, y descrita en grabados populares. Tuvo que dejar su región natal y fue juzgado por brujería varias veces en la década de 1630, pero logró evitar la pena de muerte en todas las ocasiones.